# Nutarnji kosi trbušni mišić
Nutarnji kosi trbušni mišić (lat. musculus obliquus internus abdominis) je mišić koji čini bočni dio trbušne stijenke. Smješten je ispod vanjskog kosog trbušng mišića. Mišić inerviraju: osmi do dvanaesti međurebreni živac, lat. nervus iliohypogastricus, lat. nervus ilioinguinalis i lat. nervus genitofemoralis. 

## Polaziše i hvatište
Mišić polazi s preponske sveze (lat. ligamentum inguinale, bočne kosti i leđne fascije. Mišićne niti idu gore, medijalno i hvataju se za donja tri rebra (stražnje mišićne niti). Ostale niti čine tetivnu ploču (aponeuroza), koja je dio ovojnice ravnog trbušnog mišića. 